# Eva Medusa
Pour l'actrice allemande, voir Eva Medusa Gühne.
Eva Medusa est une série achevée de trois bandes dessinées créée par le scénariste Antonio Segura et la dessinatrice Ana Mirallès. Elle a été publiée partiellement dans la revue espagnol Viñetas et il a obtenu les prix Haxtur du meilleur scénario et de la meilleure histoire longue en 1993.
De même que la postérieure Djinn (2001) de la même dessinatrice, elle alterne deux plans chronologiques et met en scène une femme fatale et puissante sorcière capable de subjuguer les hommes avec sa beauté.
Toutefois cette femme est en réalité possédée et a donc perdu son libre arbitre. D'où probablement le prénom Ève; par ailleurs la couverture du premier tome lui montre des yeux noirs déterminés, nue intégralement (coupée en haut des hanches qui sont balancées) et un serpent.

« Ne la regarde pas ! Baisse les yeux, ferme ton cœur... Sinon, Eva Medusa fera de toi l'esclave de ses désirs... »

— (4e de couverture du tome 2)

## Albums
1. « Toi, le venin... », 1991[2],
2. « Toi, le désir... », 1993[3]
3. « Toi, l'amour... »,1994[4]

Intégrale en 2013.

## Lieux, contexte et personnages historiques, thèmes
- Brésil
- Vaudou
- animaux perçus parfois comme maléfiques: serpent, méduse et chat
- Séduction et femme fatale
- le Comte de Saint-Germain
- Révolution française (allusion) et Révolution potentielle au Brésil